# Тарасівка (Хорольська міська громада)
Тара́сівка — село в Україні, у Хорольській громаді Лубенського району Полтавської області. Населення становить 500 осіб. До 2015 орган місцевого самоврядування — Тарасівська сільська рада.

## Географія
Село Тарасівка знаходиться на березі річки Багачка в місці впадання її в велике болото Зубове на лівому березі річки Сула, вище за течією примикає село Запорожчине.

## Історія
12 червня 2020 року, відповідно до розпорядження Кабінету Міністрів України № 721-р «Про визначення адміністративних центрів та затвердження територій територіальних громад Полтавської області», село увійшло до складу Хорольської міської громади..
19 липня 2020 року, в результаті адміністративно - територіальної реформи та ліквідації Хорольського району, село увійшло до складу новоутвореного Лубенського району.